# Abhean
Abhean – bóg w mitologii irlandzkiej: syn Bec-Felmas, który był poetą, harfiarzem z ludu Tuatha Dé Danann. Został zabity przez Óengus przed Midir według poematu Fland Mainistreach w Lebor Gabála Érenn. Słowo pochodzi z języka celtyckiego, a ono oznacza „tego, który uderza”.